# Emanuel Andreas Lundbye
Emanuel Andreas Lundbye (11. januar 1814 i Kerteminde – 14. januar 1903 i sin søns C. L. Lundbyes hjem på Mynstersvej 3 på Frederiksberg) var en dansk oberst og chef for Hærens Officersskole. Hans ældre bror var Christian Carl Lundbye (1812 – 1873), oberst og krigsminister. En af de yngre – de var i alt syv brødre – var maleren Johan Thomas Lundbye (1818 – 1848); i 1838 blev han tegnet og i 1840 portrætteret af denne.
E.A. Lundbye blev den 4. oktober 1848 i første ægteskab gift med Emilie Sophie Riedewaldt (1819 på Frederiksberg – 1867 i København), datter af statsskovridder og forstråd E. Chr. D. Riedewaldt (1789–1847). Af dette ægteskab blev datteren Emilie Lundbye (1858-?) gift 1886 med generalmajor Peter Frederik Møller (1855-1943).
På Kørup på Fyn blev han den 29. august 1872 gift med Ida Octavia komtesse von Petersdorff (12. september 1836 på Einsidelsborg på Fyn – 6. juni 1895 på Frederiksberg).  I dette ægteskab havde de to sønner, senere stiftamtmand og kammerherre Christian Ludvig Lundbye (1873–1947) og senere professor ved Polyteknisk Læreanstalt Johan Thomas Lundbye (1874–1951), gift med Alexandra, f. Farre (1896–1991).
E.A. Lundbye blev den 30. marts 1831 sekondløjtnant i "2dt jydske Inf. Reg.", den 7. januar 1841 premierløjtnant, 1844 adjudant, 1848 "Kompagniekommandør ved den til Vestindien udsendte Hærstyrke", den 22. januar 1849 karakteriseret kaptajn (2. klasse) og kompagnichef, den 28. maj 1852 kaptajn af 1. klasse, den 1. januar 1856 Ridder af Dannebrog, den 28. august 1862 major af "18. Rgmt. 1. Btl.-Chef", var den 2. februar 1864 med ved Mysunde og blev den 2. marts 1864 udnævnt til Dannebrogsmand på slagmarken ved Dybbøl Mølle (Kampene ved Dybbøl). E.A. Lundbye "var en af de sidste danske Stabsofficerer, som forlod Sundeved efter Stormen paa Dybbøl den 18. April 1864. Som Chef for 18. Reg. 1. Bataillon havde han... "En af hans brødre, Siegvard Urne Rosenvinge Lundbye (1820 – 1864), kaptajn og bataljonschef, faldt ved Dybbøl den 18. april 1864
Den 30. september 1864 blev E.A. Lundbye Kommandør af 2. klasse af Dannebrog, den 16. august 1865 Ridder af Sværdordenen og oberstløjtnant, den 21. september 1867 oberst, den 1. april 1870 chef for Officersskolen på Frederiksberg Slot (Hærens Officersskole) og 1874 Kommandør af 1. klasse af Dannebrog. Han blev 1878 udskrivningschef for 5. og 1893 for 2. udskrivningsdistrikt i København og fik den 1. juli 1898 sin afsked.
E.A. Lundbye og Ida von Petersdorff ligger begravet på Solbjerg Parkkirkegård i København sammen med den ene søn Christian Ludvig Lundbye og dennes kone Emma, f. Nissen-Sommersted (datter af Johann Frederik Christian Nissen-Sommersted, 1835–1905).